# Movimento Nacional da População em Situação de Rua
O Movimento Nacional da População em Situação de Rua (MNPR) ou ainda Movimento Nacional População de Rua é um movimento social e político apartidário brasileiro que luta pelos direitos das pessoas em situação de rua e por sua inclusão social e é referência para estudos e políticas públicas para esse grupo.
O Ministério da Mulher, da Família e dos Direitos Humanos considera o movimento como uma das entidades que atuam auxiliando a População em Situação de Rua.
O movimento está presente em 19 estados brasileiros, com coordenações nacionais na Bahia, Espírito Santo, Goiás, Maranhão, Minas Gerais, Paraná, Rio de Janeiro, Rio Grande do Norte, Rio Grande do Sul, Santa Catarina e São Paulo, além do Distrito Federal. Surgiu no início dos anos 2000 como resposta a diversos episódios de violência contra a população em situação de rua.

## História
Segundo alguns de seus militantes, a população de rua começou a se organizar no ano de 2001, quando pessoas em situação de rua ou Moradores de rua de São Paulo, se uniram a I Marcha Nacional da População de Rua, no dia 7 de junho. Outros fontes consideram que houve organização dos Moradores de rua antes mesmo da participação na I Marcha Nacional da População de Rua e consideram como início o assassinato do Índio Galdino em 1997, onde jovens de classe média confundiram o indígena com um mendigo e atearam fogo em seu corpo na cidade de Brasília.
Porém, outras fontes consideram que o início oficial do MNPR se deu após a chacina da Sé em 2004, um episódio violento contra um grupo de pessoas em situação de rua que dormiam no centro da cidade de São Paulo. Este fato também é conhecido como o massacre da Praça da Sé, ocorrido entre os dias 19 e 22 de agosto deste mesmo ano, em que, segundo registros, sete moradores de rua foram mortos e quinze ficaram gravemente feridos.

## Contexto
Segundo o Instituto de Pesquisa Econômica Aplicada, o Brasil, já em 2020, soma mais de 220 mil pessoas em situação de rua. Sendo que este é um grupo populacional heterogêneo que possui em comum a pobreza extrema, os vínculos familiares interrompidos ou fragilizados e a inexistência de moradia convencional regular, e que utiliza os logradouros públicos e as áreas degradadas como espaço de moradia e de sustento, de forma temporária ou permanente, bem como as unidades de acolhimento para pernoite temporário ou como moradia provisória.

## O movimento
Durante muito tempo não existiu organização das pessoas em situação de rua, segundo Costa, essas pessoas sabem que têm direitos, mas não sabem como lutar por eles. “Eles estão mais preocupados em conseguir o que comer, saber onde vão dormir, onde vão tomar banho”.
Em uma de suas frentes de atuação o Movimento Nacional de População em Situação de Rua (MNPR) lançou o manifesto 10 Motivos Contrários à Atuação das Comunidades Terapêuticas junto à População em Situação de Rua.
Existe pouca produção bibliográfica deste movimento, apesar de estar presente em várias partes do Brasil atuando em parceria quase sempre com o CIAMP, Ministério Público no Brasil e Defensoria Pública do Brasil tem como foco a garantia políticas públicas que assegurem a dignidade, ampliação de direitos, protagonismo nos diversos espaços de discussão política desta população.